# Chiwa Saitō

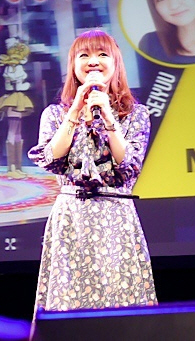

 (décembre 2015).
Si vous disposez d'ouvrages ou d'articles de référence ou si vous connaissez des sites web de qualité traitant du thème abordé ici, merci de compléter l'article en donnant les références utiles à sa vérifiabilité et en les liant à la section « Notes et références ».
Chiwa Saitō (斎藤 千和, Saitō Chiwa), est une seiyū (actrice spécialisée dans le doublage) et chanteuse japonaise née le 12 mars 1981 à Saitama au Japon.

## Filmographie

### Anime
1998
- Majutsushi Orphen, Remi (ep. 1)

2001
- Kokoro Library, Kokoro

2002
- Panyo Panyo Di Gi Charat, Princesse Sirène

2003
- R.O.D -The TV-, Anita King
- Inuyasha, Village Maiden 2 (ep 129)
- L'Odyssée de Kino, Fille (ep 3)
- Popotan, Magical Girl Lilo-chan (ep 3)
- Bobobo-bo Bo-bobo, Usa-chan the Rabbit
- Pichi Pichi Pitch : La Mélodie des Sirènes, Etudiante A (ep 37), Fille A (ep 22)
- Wandaba Style, Ayame Akimo
- Last Exile, Lavie Head

2004
- Uta∽Kata, Yuka (ep 4)
- Girls Bravo, Kirie Kojima
- Gakuen Alice, Sumire Shoda et Yoichi "Yo-chan" Hijiri
- Sergent Keroro, Natsumi Hinata
- Samurai 7, Komachi Mikumari
- Desert Punk, Kosuna
- Tsukuyomi - Moon Phase, Hazuki/Luna
- DearS, Neneko Izumi
- Ninja Nonsense, Midori (ep 2)
- Maria-sama ga miteru, Mami Yamaguchi
- Maria-sama ga miteru saison 2 : Printemps, Mami Yamaguchi
- Midori Days, Seiji Sawamura (jeune)

2005
- Aria the Animation, Aika S. Granzchesta, Asuna (ep 12)
- The Law of Ueki, Tenko (petite)
- Girls Bravo Second Season, Kirie Kojima
- Gaiking, Telmina
- Kamichu!, Tama
- Gun X Sword, Melissa
- Ginban Kaleidoscope, Yohko Sakurano
- Best Student Council, Kaori Izumi
- Hell Girl, Haruka Yasuda (ep 6)
- Zettai Shonen, Miku Miyama
- Pani poni dash!, Rebecca "Becky" Miyamoto
- PetoPeto-san, Chie Oohashi
- One Piece, Chimney

2006
- Aria The Natural, Aika S. Granzchesta
- Fairy Musketeers, Cane
- Canvas 2: Niji Iro no Sketch, Fille (ep 22)
- Kilari, Aoi Kirisawa
- Gintama, Kuriko Matsudaira
- Shinigami no ballad, Mai Makihara
- Strawberry Panic!, Chiyo Tsukidate
- 009-1, Freya (ep 4)
- Chocotto Sister, Eriko Odawara
- Demashitaa! Powerpuff Girls Z, Kuriko Akatsutsumi
- Tokimeki Memorial ~Only Love~, Fille du magasin
- Sorcière de l'ouest, Adel Roland
- Pumpkin Scissors, Septieme Rodelia (ep 13)
- Blood+, Lulu
- Disgaea, Jennifer
- Yoshinaga-san'chi no Gargoyle, Futaba Yoshinaga
- Wan Wan Serebu Soreyuke! Tetsunoshin, Meg

2007
- Mobile Suit Gundam 00, Louise Halevy
- Shining Tears X Wind, Houmei
- Zombie-Loan, Yuuta
- Baccano!, Carol
- Hitohira, Minoru Yamaguchi, Présidente du conseil des étudiants
- Magical Girl Lyrical Nanoha StrikerS, Subaru Nakajima, Nove, Quattro
- Mokke, Kazama
- Romeo × Juliet, Regan

2008
- Aria the Origination, Aika S. Granzchesta
- Allison & Lillia, Merielle
- Kaiba, Chronico
- Kanokon, Akane Asahina
- Gundam 00, Louise Halevy
- Linebarrels of Iron, Rachel Calvin
- Gegege no Kitarō, Kumi (ep 67)
- Kemeko Deluxe!, Kemeko
- Sayonara Monsieur Désespoir , Meru Otonashi (ep 6)
- Strike Witches, Francesca Lucchini
- Soul Eater, Kim Diehl
- La Tour de Druaga: l'épée d'Uruk, Mite (ep 12)
- Bamboo Blade, Shinobu Toyama (ep 26)
- Hidamari Sketch × 365, Chocolat (ep 8)
- Pocket Monsters: Diamond & Pearl,  Taisei (ep 80)
- xxxHOLiC: Kei, Female Student A (ep 10)
- Rosario + Vampire Capu2, Kokoa Shuzen

2009
- Kobato., Kohaku
- Sasameki Koto, Miyako Taema
- 07-Ghost, Kuroyuri
- Tegami Bachi: Letter Bee,  Sonja (ep 12)
- La Tour de Druaga: l'épée d'Uruk, Mite la folle
- Bakemonogatari, Hitagi Senjougahara
- Maria-sama ga miteru, Mami Yamaguchi
- One Piece, Boa Sandersonia

2010
- Arakawa Under the Bridge, Kou "Riku" Ichinomiya (jeune), Stella
- Arakawa Under the Bridge × Bridge, Stella
- Ikki Tousen, Shikou Soujin
- Inu-Yasha : Dernier Acte, Miroku (jeune)
- Star Driver, Mami Yano
- Strike Witches 2, Francesca Lucchini
- Dance in the Vampire Bund, Yuki Saegusa
- Hanamaru Kindergarten, Mayumi
- Pocket Monsters: Diamond & Pearl, Nobuko
- Mitsudomoe, Miku Sugisaki

2011
- Astarotte's Toy, Ingrid "Ini" Sorveig Sorgríms
- Mobile Suit Gundam AGE, Riria (eps 6-8)
- Horizon in the Middle of Nowhere, Kimi Aoi
- Gintama, Kuriko Matsudaira
- C3, Sovereignty
- Tamayura - Hitotose, Shimako Tobita (eps 7-9)
- Phi-Brain - Puzzle of God, Maze, Kaito Daimon (jeune)
- Puella Magi Madoka Magica, Homura Akemi
- Mitsudomoe Zōryōchū!, Miku Sugisaki
- Last Exile: Fam, The Silver Wing, Teddy
- Saki: Achiga-hen episode of Side-A - Awai Oohoshi

2012
- Horizon in the Middle of Nowhere II, Kimi Aoi
- Kuroko's Basket, Riko Aida
- Gon, Ani
- Shining Hearts, Xiao Mei
- Jewelpets, le royaume des bijoux, Eclan
- Sword Art Online, Alicia Rue
- Danshi kōkōsei no nichijō, Ikushima
- Natsuiro Kiseki, Ishida
- Nisemonogatari, Hitagi Senjōgahara
- YuruYuri, Nadeshiko Ōmuro
- Last Exile: Fam, The Silver Wing, Anand (eps 12-13), Emma (ep 18), Lavie Head (eps 15.5-21), Luscinia (à 15 ans; ep 11)

2013
- Inu to Hasami wa Tsukaiyō, Sara Moribe
- Infinite Stratos 2, Tatenashi Sarashiki
- Gundam Build Fighters, Caroline Yajima
- Kyousogiga, Doctor Shōko & Yakushimaru
- Silver Spoon, Tamako's Mother (ep 7)
- Sasami-san@Ganbaranai, Tsurugi Yagami
- Stella Women's Academy, High School Division Class C3, Honoka Mutsu
- Tamagotchi! Miracle Friends, Miraitchi[1]
- Danganronpa: The Animation, Aoi Asahina
- Namiuchigiwa no Muromi-san, Yeti
- Phi Brain - Kami no Puzzle, Kaito Daimon (jeune)
- Photo Kano, Nonoka Masaki
- Blood Lad, Mamejirō
- BlazBlue Alter Memory, Taokaka
- Maoyū Maō Yūsha, Head Maid
- Monogatari, Hitagi Senjōgahara
- Mondaiji tachi ga isekai kara kuru sou desu yo ?, Pest
- One Piece Episode of Merry: Mō Hitori no Nakama no Monogatari, Chimney
- Tokurei Sochi Dantai Sutera Jo-Gakuin Kōtō-ka Shīkyūbu : Honoka Mutsu

2014
- Akatsuki no Yona, Yona
- Gugure! Kokkuri-san, Inugami (fille)
- keroro, Natsumi Hinata
- Seitokai Yakuindomo*, Uomi
- Sekai seifuku : Le Complot de Zvezda, Mère de Natasha (ep 4)
- Soul Eater Not!, Kim Diehl
- Tsukimonogatari, Hitagi Senjōgahara
- D-Frag!, Chitose Karasuyama
- No-Rin, Natsumi "Becky" Bekki
- Nobunagun, Geronimo
- Hitsugi no Chaika, Frederica
- Chaika - The Coffin Princess Avenging Battle, Frederica
- Fate/kaleid liner Prisma Illya, Chloe Von Einzbern[2]
- Broken Blade, Sigyn Erster
- The Irregular at Magic High School, Maya Yotsuba
- Log Horizon, Nureha

2015
- Tantei Opera Milky Holmes, Setsuko Yasubashi (ep 4)
- Fate/kaleid liner Prisma Illya 2wei Herz!, Chloe Von Einzbern
- Magical Girl Lyrical Nanoha ViVid, Nove Nakajima
- Shirayuki aux cheveux rouges, Kihal Toghrul
- Owarimonogatari, Hitagi Senjōgahara
- YuruYuri San Hai!, Nadeshiko Ōmuro

2016
- Fate/kaleid liner Prisma Illya 3rei!!, Chloe Von Einzbern
- ViVid Strike!, Nove Nakajima

2018
- One Piece, Charlotte Flampe

### OVA
- Canary (2002), Hoshino Mai
- Dai Mahō-Tōge (2002), Paya-tan
- Pinky:st (2006), Mei
- Maria-sama ga Miteru OVA (2006), Mami Yamaguchi
- Strike Witches OVA (2007), Francesca Lucchini
- Murder Princess (2007), Ana et Yuna
- Aria (2007), Aika S. Granzchesta
- Negima ! Le maître magicien (2008), Anya
- Book Girl Memoir (2010), jeune Inoue Konoha
- Fate/prototype (2011), Reiroukan Misaya
- Senran Kagura: Estival Versus - Festival Eve Full of Swimsuits (2015), Imu
- Akatsuki no Yona OVA (2015), Princesse Yona

### ONA
- Double Circle (2013), Nanoha
- Ninja Slayer From Animation (2015), Nancy Lee[3]

### Drama CD
- Sorcière de l'ouest, Adel Roland
- Gosick, Victorica de Blois
- Shitateya Koubou ~Artelier Collection, Uuf
- Tokyo*Innocent, Yuzu
- Wild Life (manga), Inu
- GetBackers "TARGET B" (2003), Rena Sendo
- GetBackers "TARGET G" (2003), Rena Sendo
- Lucky Star (2005), Yui Narumi
- Saint Seiya, épisode G (2007), Lithos Chrysalis
- Fate/Kaleid liner Prisma Illya 2wei (2011), Kuro
- Akatsuki no Yona (2012), Yona

### Jeux vidéo
- Disgaea: Hour of Darkness (2003), Jennifer
- Nightshade (2003), Hisui
- Lucky Star Moe Drill (2005), Yui Narumi
- White Princess the Second (2005), Rena
- Brave Story: New Traveler (2006), Meena
- Persona 3FES (2006), Metis
- Trusty Bell: Chopin no Yume (2007), March
- Luminous Arc (2007), Mel
- Magician's Academy (2007), Tanarotte
- Soul Nomad & the World Eaters (2007), Danette
- ARIA the ORIGINATION ~ Aoi Hoshi no El Cielo ~ (2008), Aika S. Granzchesta
- BlazBlue: Calamity Trigger (2008), Taokaka
- Blazer Drive (2008), Tamaki
- Bleach: Heat the Soul 5 (2008), Senna
- Makai Senki Disgaea 3: Absence of Justice (2008), Raspberyl et Asagi
- BlazBlue: Continuum Shift (2009), Taokaka
- Bleach: Heat the Soul 6 (2009), Senna
- Phantasy Star Portable 2 (2009), Emilia
- Tales of Vesperia (2009), Patty Fleur
- Castlevania: Harmony of Despair (2010), Maria Renard
- Danganronpa: Academy of Hope and High School Students of Despair (2010), Aoi Asahina
- Fate/Extra (2010), Caster
- Rewrite (2011), Kotori Kanbe
- Rune Factory 4 (2011), Frey
- Mugen Souls (2012), Belleria
- Photo Kano (2012), Nonoka Masaki
- Sol Trigger (2012), Fran
- Akiba's Trip 2 (2013), Toko Sagisaka
- Fate/EXTRA CCC (2013), Caster
- Drakengard 3 (2013), Two
- Senran Kagura Shinovi Versus (2013), Imu
- Senran Kagura Estival Versus (2015), Imu
- Fate/Grand Order (2015), Chevalier D’Éon, Tamamo Cat, Tamamo no Mae
- Fate/EXTELLA (2016), Tamamo no Mae
- Genshin Impact (2020), Jean

### Films
- Bleach: Memories of Nobody (2006), Senna
- Brave Story (2006), Miina
- Keroro Gunsō the Super Movie (2006), Natsumi Hinata
- Keroro Gunso the Super Movie 2: The Deep Sea Princess (2007), Natsumi Hinata
- Keroro Gunso the Super Movie 3: Keroro vs. Keroro Great Sky Duel (2008), Natsumi Hinata
- Tomica Hero: Rescue Force (2008), Maaen (voix)
- Book Girl (2010), Inoue Konoha (jeune)
- 009 RE:CYBORG (2012), Françoise Arnoul
- Puella Magi Madoka Magica films (2012-2013), Homura Akemi
- Strike Witches: The Movie (2012), Francesca Lucchini
- Aura: Maryūinkōga Saigo no Tatakai (2013), Hino

### Dubbing
- Harry Potter and the Goblet of Fire, Padma Patil
- Harry Potter and the Order of the Phoenix, Padma Patil
- Kid vs. Kat, Cooper "Coop" Burtonburger
- Sur la terre des dinosaures, Juniper

### Omake
- Maria-sama ni wa naisho (2004), Mami Yamaguchi